# Directive régionale d'aménagement
Pour les articles homonymes, voir DRA.
En France, le code forestier dispose, que des orientations régionales forestières (ORF) traduisent les objectifs et principes fondamentaux de la politique forestière. Elles sont élaborées par les « Commissions régionales de la forêt et des produits forestiers » (qui deviennent en 2016 commissions régionales de la forêt et du bois (CRFB), puis arrêtées par le ministre chargé des forêts, après avis des conseils régionaux et consultation des conseils généraux.
Dans le cadre de ces ORF et après avis de la commission régionale de la forêt et des produits forestiers, le ministre chargé des forêts approuve ensuite :
- des « directives régionales d'aménagement des forêts domaniales » qui sont consultables par le public et communicables à toute personne (sur sa demande et à ses frais) ;
- les « schémas régionaux d'aménagement des forêts » [3] (document consultable par le public, communicable à toute personne sur sa demande et à ses frais) ;
- les « schémas régionaux de gestion sylvicole des forêts privées », adopté après avis du Centre national professionnel de la propriété forestière (document consultable par le public, communicable à toute personne sur sa demande et à ses frais) ;

## Contenu de la directive régionale d'aménagement
Il « précise les objectifs et la stratégie de gestion durable des forêts domaniales situées dans son ressort ».
 
La directive « comprend une analyse des caractéristiques de ces forêts et les recommandations techniques communes aux forêts domaniales des territoires ou régions mentionnés à l'alinéa précédent, compte tenu des orientations régionales forestières, de la politique de l'État en matière de gestion durable des forêts domaniales et de l'objectif de compétitivité de la filière de production ».
La directive « identifie les grandes unités de gestion cynégétique pertinentes pour chacune des espèces de gibier faisant l'objet d'un plan de chasse en application de l'article L. 425-2 du code de l'environnement ; pour chacune de ces unités, elle évalue l'état d'équilibre entre les populations d'animaux et les habitats forestiers et son évolution prévisible au regard de chaque grande option sylvicole régionale, en examinant notamment l'évolution prévisible des surfaces sensibles aux dégâts. Elle définit, le cas échéant, les modalités de mise en place d'un observatoire du renouvellement des peuplements. »
Le projet de directive doit être accompagné d'un rapport environnemental comprenant :
1. « une analyse des principales caractéristiques de l'environnement des territoires inclus dans son champ d'application et, notamment, des zones revêtant une importance particulière pour l'environnement telles que » zones spéciales de conservation (ZSC) et zones de protection spéciale (ZPS) [5], qui « sous l'appellation commune de "sites Natura 2000", à la formation du réseau écologique européen Natura 2000[4] ». ces sites devant faire l'objet de mesures visant à « conserver ou à rétablir dans un état favorable à leur maintien à long terme les habitats naturels et les populations des espèces de faune et de flore sauvages qui ont justifié leur délimitation. Les sites Natura 2000 font également l'objet de mesures de prévention appropriées pour éviter la détérioration de ces mêmes habitats naturels et les perturbations de nature à affecter de façon significative ces mêmes espèces » [4] ;
2. une « analyse des perspectives d'évolution de cet environnement » ;
3. une « évaluation des effets notables probables de la mise en œuvre du projet de directive sur l'environnement, notamment de ses incidences éventuelles sur la protection des zones désignées conformément à l'article L. 414-1 du code de l'environnement » ;
4. l'indication des « motifs pour lesquels les recommandations de gestion prévues au projet ont été retenues au regard des objectifs de protection de l'environnement établis au niveau international, communautaire ou national en rapport avec le projet et, s'il y a lieu, des raisons qui justifient le choix de ces recommandations parmi les alternatives envisageables » ;
5. si nécessaire, une liste des « mesures permettant de réduire ou de compenser les effets négatifs ou d'accroître les effets positifs sur l'environnement des recommandations de gestion retenues » ;
6. « un résumé non technique du projet et du rapport environnemental et une description de la manière dont l'évaluation a été effectuée ».

## Les documents de gestion
Selon la loi, 4 documents de gestion des forêts se complètent :
1. Les documents d'aménagement (leur partie technique est consultable par le public) ;
2. Les plans simples de gestion ;
3. Les règlements types de gestion ;
4. Les codes des bonnes pratiques sylvicoles.

Ils doivent être conformes aux directives ou schémas régionaux dont ils relèvent.
Les directives régionales d'aménagement doivent être préparées par l'Office national des forêts. Elles sont rédigées pour :
- les territoires ou groupe de territoires définis par les orientations régionales forestières,
- ou pour chaque région naturelle forestière ou groupe de régions naturelles forestières définies par l'Inventaire forestier national.

Elles font l'objet d'une évaluation environnementale